# Rhinella moralesi
Rhinella moralesi — вид жаб родини ропухових (Bufonidae). Описаний у 2021 році.

## Назва
Вид названо на честь перуанського герпетолога Віктора Моралеса.

## Поширення
Ендемік Перу. Поширений у регіонах Амазонас і Сан-Мартін на півночі країни. Мешкає у гірських тропічних лісах на висоті між 1788 і 2305 м над рівнем моря.

## Опис
Характеризується великим розміром (максимум SVL 91,6 мм у самиць), загостреною та виступаючою мордою, нахиленою назад, відсутністю видимого барабанного кільця та барабанної перетинки, довгих привушних залоз, що стикаються з верхньою повікою, наявністю дорсолатерального ряду. Має збільшені горбки, зовнішня дорсолатеральна поверхня лапки з підконічним гребнем зрощених горбків. Відсутня підколюстна голосова сумка та голосова щілина у самців.